# 施沃伊希
施沃伊希是奥地利蒂罗尔州库夫施泰因县的一个市镇。总面积18.77平方公里，总人口2310人，人口密度123.1人/平方公里（2005年）。